# ジャック・バラティエ
ジャック・バラティエ（Jacques Baratier、1918年3月8日 モンペリエ - 2009年11月27日）は、フランスの映画監督、脚本家。短編映画を多数手がけた。

## 来歴・人物
1918年3月8日、フランス・エロー県のモンペリエに生まれる。ロジェ・レーナルトとは同郷。
1949年、短編ドキュメンタリー映画『Désordre（無秩序）』を撮る。アナベラ、アレクサンドル・アストリュック、シモーヌ・ド・ボーヴォワール、ジャン・コクトー、ジャン・ジュネ、ジュリエット・グレコ、レイモン・クノー、ジャン＝ポール・サルトル、ボリス・ヴィアン、オーソン・ウェルズら多くの俳優、音楽家、文学者、哲学者等の文化人が多数登場する。
1958年5月、フランス・チュニジア合作の長編映画『Goha』を第11回カンヌ国際映画祭に出品、審査員賞受賞。主演オマー・シャリフ。
1963年、『Dragées au poivre』を撮る。派手なキャスティングで、脇にゴダールとの結婚直後のアンナ・カリーナや、シモーヌ・シニョレ、マリナ・ヴラディ、監督のロジェ・ヴァディムも出演している。
1967年、ドキュメンタリー映画『想い出のサンジェルマン』公開。サンジェルマンデプレに集う芸術家たちの姿を捉える。『Désordre（無秩序）』に登場した人物たちのほか、アントナン・アルトーもアーカイヴフッテージで登場。
1968年、38分の中篇映画『Piège（罠）』を発表。精神分析家ジャック・ラカンが賞賛したことで知られる。
1969年、アンドレ・S・ラバルトとジャニーヌ・バザンプロデュースによるテレビドキュメンタリーシリーズ『われらの時代のシネアストたち Cinéastes de notre temps』の『ルネ・クレール René Clair』を演出する。出演者は、ルネ・クレール本人、ミシェル・シモン、モーリス・シュヴァリエら。
2003年、前作以来20年ぶりの新作『Rien, voilà l'ordre』を発表。
2007年、第60回カンヌ国際映画祭で上映されたジェーン・バーキンの監督作『Boxes』に出演。他の出演はジェラルディン・チャップリン、ミシェル・ピコリ、バーキン自身、ルー・ドワイヨン、ジョン・ハート、チェッキー・カリョら。
エリック・ロメールの近年の撮影監督ディアーヌ・バラティエ（1963年 - ）は実娘。映画『コーラス』の監督クリストフ・バラティエ（1963年 - ）は甥。

## 主な監督作
- Les Filles du soleil 1948年
- Désordre 短編ドキュメンタリー 1949年
- Paris la nuit 短編ドキュメンタリー 1955年
- Goha 1958年 フランス・チュニジア合作 ※第11回カンヌ国際映画祭審査員賞
- La Poupée 1962年 撮影ラウール・クタール
- コショウとドラジェ Dragées au poivre 1963年 出演ギイ・ブドス、ジャン＝ポール・ベルモンド、クロード・ブラッスール、撮影アンリ・ドカエ
- L'Or du duc（公爵の黄金） 共同監督ベルナール・トゥブラン＝ミシェル 1965年 出演ピエール・ブラッスール、クロード・リッシュ、アニー・コルディ
- 想い出のサンジェルマン Le Désordre à vingt ans 1967年 撮影エティエンヌ・ベッケル
- Piège（罠） 中篇 1968年 主演ベルナデット・ラフォン、ビュル・オジェ
- Cinéastes de notre temps - René Clair テレビドキュメンタリー 1969年
- La Ville-bidon 1973年 出演ベルナデット・ラフォン、ダニエル・デュバル、ロラン・デュビヤール
- 新・個人教授 Vous intéressez-vous à la chose ? 1974年 出演ナタリー・ドロン、ディディエ・オードパン、ロラン・ブランシュ
- L'Araignée de satin 1984年 出演イングリット・カーフェン、カトリーヌ・ジュールダン、ダニエル・メズギッシュ、ジャック・バラティエ
- Rien, voilà l'ordre 2003年 共同脚本ジャン＝クロード・カリエール